# カーリナ (フィンランド)
カーリナ（Kaarina フィンランド語発音: [ˈkɑːrinɑ]、スウェーデン語: S:t Karins）はフィンランド、南西スオミ県の自治体。トゥルク郡に属する。トゥルクの南東5kmに隣接し、都市圏を成している。
1946年にクーシストを吸収合併、2009年1月1日には東に隣接するピーッキエと合併し、同時に町の紋章をピーッキエのものとした。

## 姉妹都市
- ヨゲヴァ、エストニア
- Enköping Municipality、スウェーデン
- Nedre Eiker、ノルウェー
- Szentes、ハンガリー
- Sovetsky、ロシア

## カーリナ出身の人物
- トム・オブ・フィンランド - 画家・漫画家

## 脚注

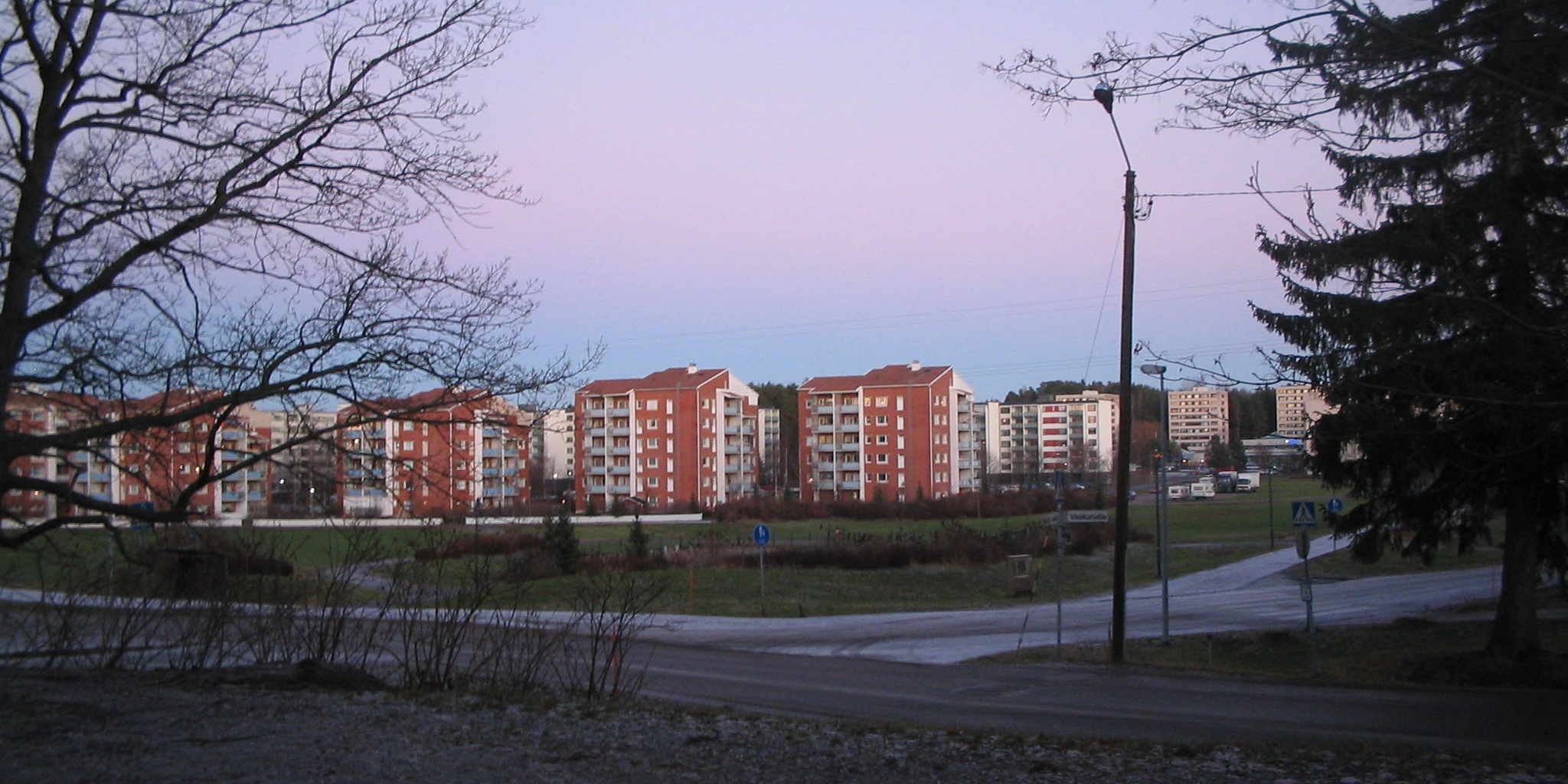
カーリナの住宅街